# Tetragnatha jaculator
Tetragnatha jaculator este o specie de păianjeni din genul Tetragnatha, familia Tetragnathidae, descrisă de Tullgren, 1910. Conform Catalogue of Life specia Tetragnatha jaculator nu are subspecii cunoscute.